# Joppa claripleuralis
Joppa claripleuralis là một loài tò vò trong họ Ichneumonidae.